# Kandidatexamen
Kandidatexamen är en benämning på flera examina på olika nivåer inom högre utbildning. Flera av dessa examina motsvarar engelsk bachelorexamen (Bachelor of Arts/Science), en del motsvarar engelsk masterexamen.

## Finland
Finland har gått in för Bolognamodellen och kandidatexamen från finländska högskolor är numera en mellanexamen eller lägre examen enligt det systemet. Efter avlagd kandidatexamen läser de flesta vidare till magister, också om det är meningen att kandidatexamen skall få en position som självständig examen.
De som tagit sin examen enligt det äldre systemet, fram till slutet av 1990-talet, kan ha en kandidatexamen som motsvarar de nuvarande magisterexamina.

### Historiskt
I Finland var magister från 1828 fram till Bologna-reformen en titel på promoverade filosofie kandidater, eller filosofie kandidater som annars erhållit magistergrad. På motsvarande sätt var före reformen en politices magister en promoverad politices kandidat och så vidare. Däremot var till exempel "kandidatexamen i humanistiska vetenskaper" (hum.kand.) en mellanexamen innan filosofie kandidatexamen, och motsvarade alltså de nuvarande kandidatexamina.

## Sverige
Från 1 juli 2007 anpassades den svenska kandidatexamen till den europeiska Bolognaprocessen, enligt Högskoleförordningen 2007. Majoriteten av kurserna i en sådan examen ska vara på grundnivå. I detta system omfattar en kandidatexamen exakt 180 högskolepoäng (tre års heltidsstudier). Varje lärosäte beslutar själv hur många högskolepoäng som krävs i huvud- och biämne. Exempelvis kan det för en fil. kand. eller tekn. kand. krävas 90 högskolepoäng i huvudämnet, varav 30 på A-nivå, 30 på B-nivå och 30 på C-nivå, inklusive ett självständigt arbete (uppsats eller liknande) om 15 högskolepoäng. Dessutom kan det krävas 30 högskolepoäng inom ett annat ämne. 
Kandidatexamen kan ges ett förled. Exempelvis ges inom humaniora, samhällsvetenskap, naturvetenskap och matematik (ämnen inom den klassiska filosofiska fakulteten) förledet filosofie, och inom teknik teknologie (förkortas fil. kand. respektive tekn. kand.). Teknologie kandidatexamen har stora likheter med högskoleingenjörsexamen. Eventuellt tillförs även ett efterled som specificerar huvudämne, inriktning eller utbildningsprogram, exempelvis "i historia" eller "med samhällsvetenskaplig internationell inriktning". 
En kandidatexamen inom humaniora eller samhällsvetenskap brukar på engelska översättas till Bachelor of Arts with a major in ..., en inom teknik eller naturvetenskap till Bachelor of Science with a major in.... Lärarexamen 120-140 p har av lärosätena själva ibland översatts med Bachelor of Education.
Medicine kandidat är en generell examen med medicinsk vetenskap som huvudämne. För läkarstudenter framstår dock denna examen många gånger som yrkesspecifik, då den ofta relaterar till tjänster som läkarassistent eller auskultant. En liknande benämning förekommer inom lärarutbildningen, där både högskolelärare och handledare på praktikplatsen ibland benämner studenterna för kandidater.
Inom vissa utbildningar är det vanligt att man efter slutförda studier ansöker om både en yrkesexamen och en kandidatexamen. Exempelvis kan en utbildning som leder till sjuksköterskeexamen även berättiga till en fil. kand. i omvårdnad. En utbildning som berättigar till högskoleingenjörsexamen kan berättiga till en teknologie kandidatexamen, om studenten väljer att läsa tillräcklig mängd matematik. En civilingenjörsutbildning kan i många fall delas upp i 3 + 2 år, där den första delen ger möjlighet till teknologie kandidatexamen, och den andra delen civilingenjörsexamen och i vissa fall även teknologie masterexamen. 

### 1800-tal
I Sverige var filosofie kandidat från och med 1852  en student som höll på att avlägga eller hade avlagt de prov som fordrades för att promoveras till magister i filosofiska fakulteten, och 1891–1908 en person som avlagt den lägsta examen som berättigar till avläggande av licentiatexamen.

### 1966-1977
Farmacie kandidatexamen var en utbildning vid Uppsala universitet mellan 1966 och 1977. Tidigare var det en utbildning motsvarande receptarieexamen.

### 1994-2007
I det gamla svenska systemet omfattade kandidatexamen minst tre års heltidsstudier, det vill säga minst 120 "gamla" poäng, men vissa utbildningsprogram kunde vara längre. Teologie kandidatexamen (teol. kand.) omfattade fyra års heltidsstudier, och juris kandidatexamen (jur. kand.) fyra och ett halvt år. Dessa examina var yrkesexamina anpassade till de kursfordringar som fanns för prästyrket respektive för domare, åklagare, advokater samt vissa tjänster inom Kronofogdemyndigheten. De båda reglerades i särskild ordning i högskoleförordningens examensbilaga och var namnet till trots jämförbara med magisterexamen. 
Den 1 juli 2007 bytte den tidigare juris kandidatexamen namn till juristexamen, medan teologie kandidatexamen blev en generell, treårig kandidatexamen inom teologi.
Före 2007 var kandidatexamen och självständigt arbete på C-nivå inte alltid nödvändigt för fortsatta studier till magisterexamen.